# Rivière du Cinq
Pour les articles homonymes, voir Cinq.
La rivière du Cinq est un affluent de la rive ouest du Bras Saint-Victor lequel se déverse dans la rivière Chaudière ; cette dernière coule vers le nord pour se déverser sur la rive sud du fleuve Saint-Laurent.
La rivière du Cinq coule dans la région administrative de Chaudière-Appalaches, au Québec, au Canada, dans les municipalités régionales de comté (MRC) de :
- Les Appalaches : municipalités Saint-Pierre-de-Broughton et Sacré-Cœur-de-Jésus ;
- Beauce-Centre : municipalité de Saint-Victor.

## Géographie
Les principaux bassins versants voisins de la rivière du Cinq sont :
- côté nord : rivière Fourchette, ruisseau Saint-Jean, rivière Beaurivage, rivière Lessard (rivière Chaudière) ;
- côté est : rivière des Fermes, rivière Chaudière, Bras Saint-Victor, rivière Nadeau (Nouvelle-Beauce), rivière Lessard (rivière Chaudière) ;
- côté sud : Bras Saint-Victor, rivière Prévost-Gilbert ;
- côté ouest : rivière Palmer Est, rivière Prévost-Gilbert.

La rivière du Cinq prend sa source au lac du Cinq (longueur : 430 m ; altitude : 601 m) lequel chevauche les municipalités de Saint-Pierre-de-Broughton et de Saint-Séverin. Ce lac est situé au nord du village de East Broughton, au nord de la route 112 et au sud-est du Mont Sainte-Marguerite.
À partir de sa source, la rivière du Cinq coule sur 23,1 km répartis selon les segments suivants :
- 0,3 km vers le sud, dans Saint-Pierre-de-Broughton, jusqu'à la limite municipale de Sacré-Cœur-de-Jésus ;
- 1,4 km vers le sud, jusqu'à une route de campagne ;
- 3,2 km vers le sud (en faisant une boucle vers l'ouest), jusqu'à une route de campagne ;
- 1,1 km vers le sud-est, en traversant vers le sud un petit lac, jusqu'à une route de campagne ;
- 1,5 km vers le sud, jusqu'à la route 112 qu'elle coupe à 1,4 km au nord-est du centre du village de East Broughton ;
- 0,8 km vers le sud-est, jusqu'à la route Champagne ;
- 7,3 km vers le sud-est, jusqu'à la limite municipale de Saint-Victor ;
- 6,4 km vers le sud-est, jusqu'à une route ;
- 1,1 km vers le sud-est, jusqu'à sa confluence.

La rivière du Cinq se déverse sur la rive ouest du Bras Saint-Victor dans la municipalité de Saint-Victor. Cette dernière rivière se déverse dans la rivière Chaudière dans Beauceville. La confluence de la rivière du Cinq est située à 0,9 km en amont de la confluence de la rivière Prévost-Gilbert, à 1,5 km au nord-ouest du centre du village de Saint-Victor et à 1,1 km au nord de la route 108.

## Toponymie
Le toponyme Rivière du Cinq a été officialisé le 12 juin 1970 à la Commission de toponymie du Québec.